# Laro (langue)
Pour les articles homonymes, voir Laro.
Le laro ou laru est une langue talodi-heiban parlée au Soudan.
Les dialectes principaux du laro sont le yilaru, le yïdündïlï et le yogo'romany.